# Pilot (Pose)
«Pilot» —en español: «Piloto»— es el primer episodio de la primera temporada de la serie de televisión de drama Pose. Se emitió el 3 de junio de 2018, en FX. El episodio de 77 minutos, fue escrito por Ryan Murphy, Brad Falchuk y Steve Canals, y dirigido por Ryan Murphy.

## Sinopsis
Después de ser diagnosticada como VIH positiva, Blanca decide dejar la Casa de Abundance y crear la Casa de Evangelista. Un joven bailarín, Damon, es expulsado de su hogar cuando sus padres descubren que es gay. Blanca invita a Damon a unirse a la Casa de Evangelista. Stan, un hombre casado que acaba de empezar a trabajar en Trump Tower, recoge a Angel. Los dos se besan y hablan pero no tienen sexo. Abundance y Evangelista se enfrentan en un ball y la Casa de Abundance resulta victoriosa. Damon audiciona para New School for Dance y es aceptado.

## Argumento
Los chicos de la Casa de la Abundance se preparan para un próximo evento. Después de rechazar la propuesta de Angel (Indya Moore), Elektra (Dominique Jackson) toma la idea de Blanca (MJ Rodriguez) por su cuenta. Toda la Casa de Abundance se esconde en un museo y roban algunas piezas de vestuario de las exposiciones después de la hora de cierre, así que para escapar deben de romper una puerta de cristal, por lo que se activa una alarma de seguridad. Luego, llegan corriendo al ball con la policía detrás. 
Pray Tell (Billy Porter), el maestro de ceremonias, anuncia que la categoría es «realeza». La Casa de Abundance camina junta llevando la ropa robada y consigue la victoria. Elektra y los chicos se entregan voluntariamente después de que la policía llega poco después. 
Al día siguiente, Damon Richards (Ryan Jamaal Swain) asiste a su clase de baile, regresa a casa y se retira a su habitación. Toca un casete en su estéreo y comienza a bailar, pero es interrumpido abruptamente por la llegada de su padre (Clark Jackson). El padre de Damon apaga la música y comienza a interrogarlo sobre su paradero. Le presenta una revista gay a Damon desde debajo de la cama de Damon. Damon confiesa que asiste a clases de baile y que es gay. Su padre lo azota con un cinturón. La madre de Damon (Roslyn Ruff) se apresura a entrar en la casa e intenta detener a su marido. Damon es arrojado al césped. Su madre está ante él y lo repudia.
Blanca va al hospital a recibir las pruebas del VIH, donde se confirma que ella lo padece, a pesar de eso no le toma importancia alguna. En la noche se reúne en el taller de diseño de Pray Tell, donde le cuenta que tiene VIH, sintiéndose aliviada de estar segura de algo. En la mañana siguiente va en busca de un apartamento para crear su propia Casa y en la noche Elektra la confronta, quejándose de que Blanca desertará para crear su propia Casa y esta le pide su bendición, pero ella no la concede, yendose de mala manera.
Damon, luego de dormirse en una banca del parque, le intentan robar el bolso. Blanca se tropieza con Damon bailando en Washington Square Park y lo invita a unirse a la Casa de Evangelista. Después de introducirlo en el mundo de la cultura del ball, Blanca alista a Damon para que camine en el primer ball de Evangelista.
Stan (Evan Peters) llega al edificio Trump Tower a buscar empleo, por lo que tiene una conversación con Matt Bromley (James Van Der Beek) y es contratado. En el atardecer llega a los muelles y se encuentra con Angel, luego la recoge. Stan alquila una habitación de motel pero los dos no tienen sexo. En vez de eso, se besan y discuten sus esperanzas y sueños. Angel aspira a ser tratada como una «mujer de verdad».
En la mañana siguiente, Damon despierta y se da de cuenta que le robarón el bolso, así que decide ir al apartamento de Blanca. Angel llega a Trump Tower a buscar empleo, pero es rechazada y no la contratan. En la entrada se encuentra con Stan, quien también la rechaza. Damon y Blanca llegan a New School for Dance para intentar ingresar a Damon a la academia.
En el ball en la noche, Angel vuelve a ser rechazada, y Blanca la consuela, invitandola a vivir a su casa. Más tarde, Blanca les confirma que va a tener su primer baile, por lo que Angel le pregunta a Blanca que se van a poner. Más tarde, Pray Tell les ayuda a escoger el vestuario para su primer baile. Pero Damon le confiesa a Blanca que no envió la solicitud a la academia, pero ella lo convence en enviarla. Más tarde esa noche van a los muelles a ver bailarines callejeros.
Stan lleva a su esposa Patty (Kate Mara) al Rainbow Room para su aniversario. Hablan de Patty cumpliendo su sueño de comer langosta. Stan le pregunta si la fantasía es mejor que la realidad. Ella afirma que le gusta más la realidad. Luego Stan se imagina que Angel está en el lugar y que esta bailando con otra persona. 
Blanca aparece en un ball y anuncia su Casa siendo la Casa de Evangelista, en honor a Linda Evangelista, desafiando a la Casa de Abundance. Evangelista es derrotada por Abundance; sin embargo, adquieren un nuevo miembro, un puertorriqueño llamado Lil Papi (Angel Bismark Curiel). En la mañana, Blanca va a la academia y conversan con la directora Helena St. Rodgers (Charlayne Woodard), profesora de danza moderna en New School for Dance, después de que Damon no cumpla con la fecha límite para presentar su solicitud. Helena permite que Damon haga una audición y Damon ofrece una actuación improvisada con el tema «I Wanna Dance with Somebody (Who Loves Me)». Después, Helena abraza a Damon y lo admite en la escuela. Luego le cuenta al grupo que fue recibido y se dan un abrazo. En la noche Stan recoge a Angel en la calle una vez más y se van en el carro juntos.

## Elenco
| - Evan Peters como Stan Bowes - Kate Mara como Patty Bowes - James Van Der Beek como Matt Bromley - MJ Rodriguez como Blanca Rodriguez - Dominique Jackson como Elektra Abundance - Billy Porter como Pray Tell - Indya Moore como Angel - Ryan Jamaal Swain como Damon Richards - Charlayne Woodard como Helena St. Rogers - Hailie Sahar como Lulu Abundance - Angelica Ross como Candy Abundance - Angel Bismark Curiel como Lil Papi - Clark Jackson como el Papá de Damon - Roslyn Ruff como la Mamá de Damon | - Klea Blackhurst como la Camarera - Samantha Grace Blumm como Amanda Bowes - Candi Boyd como la Gerente de cosméticos - Sebastian Chacon como Pito - Deidre Goodwin como Wanda Green - Logan James Hall como GMHC - Chico joven - Gavin Lodge como el Guardia del museo N°.2 - Jeremy McClain como Cubby Abundance - Amy V. Morse como Linda - Joe Pallister como el Guardia del museo - Jason A. Rodriguez como Lemar Abundance - Ian Whitt como GMHC - Chico lindo - Jose Gutierez Xtravaganza como el Juez |

## Producción
En noviembre de 2017, el piloto fue ordenado y grabado en Nueva York.

## Lanzamiento

### Marketing
El 3 de mayo de 2018 se lanzó el tráiler de «Pilot».

### Distribución
El episodio fue estrenado en España el 4 de junio de 2018 en HBO España. En Latinoamérica fue estrenado el 5 de octubre de 2018 en Fox Premium Series.

## Recepción

### Audiencia
En su emisión original en Estados Unidos, «Pilot» fue visto por unos 688.000 espectadores y obtuvo una cuota de audiencia de 0.2 entre los adultos de 18 a 49 años, según Nielsen Media Research. «Pilot» obtuvo 444.000 espectadores y una cuota de audiencia de 0.2 en Live +3 para un total de 1.132 millones de espectadores y una cuota de audiencia de 0.4.

### Reseñas
USA Today describió el episodio como «Fácil de usar». Kayla Kumari Upadhyaya de The A.V. Club le dio a Pilot una A, diciendo «Pose reconoce crucialmente el trauma de sus personajes sin hacer que sea el único foco de atención, sin convertirse en un trauma porno indulgente».